# Miss Slovenije 1973
Miss Slovenije 1973 je bilo lepotno tekmovanje, ki je potekalo 13. julija 1973 v Avditoriju Portorož.
Organizirala sta ga Politika Bazar in Zavod za pospeševanje turizma Piran. Nastopilo je 16 deklet, prevladovale so študentke iz Ljubljane in Celja. Žirija je po londonskem sistemu izločila štiri in potem še šest tekmovalk, med ostalimi šestimi pa izbrala zmagovalko.
Voditelja prireditve sta bila Sandi Čolnik in Minja Subota.

### Uvrstitve in nagrade
- zmagovalka Adrijana Lakoš, študentka, Ljubljana. 300.000 starih dinarjev.
- 1. spremljevalka Majda Cestnik, študentka, Ljubljana
- 2. spremljevalka Alenka Dešar, Piran

Vse tri so odšle na izbor za jugoslovanski izbor v Beograd.

### Žirija
V njej so sedeli tudi ljubljanski dramaturg Žarko Petan, kipar Janez Lenassi in televizijska napovedovalka Nataša Dolenc.

### Glasbeni gostje
Nastopili so kvartet One in oni z orkestrom Saše Subote ter pevki Ljubka Dimitrovska in Nada Knežević.